# 12603 Tanchunghee
12603 Tanchunghee este un asteroid din centura principală de asteroizi.

## Descriere
12603 Tanchunghee este un asteroid din centura principală de asteroizi. A fost descoperit pe 9 septembrie 1999 la Socorro, New Mexico, în cadrul proiectului LINEAR. Asteroidul prezintă o orbită caracterizată de o semiaxă mare de 2,36 ua, o excentricitate de 0,20 și o înclinație de 3,2° în raport cu ecliptica.